# Paolo Dal Soglio
Paolo Dal Soglio (né le 29 juillet 1970 à Schio) est un athlète italien, spécialiste du lancer du poids.

## Palmarès

### International
| Date | Compétition                    | Lieu      | Résultat | Marque  |
| ---- | ------------------------------ | --------- | -------- | ------- |
| 1993 | Championnats du monde en salle | Toronto   | 5e       |         |
| 1993 | Universiade                    | Buffalo   | 2e       |         |
| 1993 | Jeux méditerranéens            | Narbonne  | 1er      |         |
| 1994 | Championnats d'Europe          | Helsinki  | 8e       |         |
| 1995 | Championnats du monde en salle | Barcelone | 7e       |         |
| 1995 | Championnats du monde          | Göteborg  | 9e       |         |
| 1996 | Championnats d'Europe en salle | Stockholm | 1er      |         |
| 1996 | Jeux olympiques                | Atlanta   | 4e       | 20,74 m |
| 1996 | Finale du Grand Prix           | Milan     | 3e       |         |
| 1997 | Championnats du monde          | Athènes   | 7e       |         |
| 1997 | Universiade                    | Catane    | 2e       |         |
| 1998 | Championnats d'Europe          | Budapest  | 5e       |         |
| 1999 | Championnats du monde en salle | Maebashi  | 6e       |         |
| 1999 | Jeux mondiaux militaires       | Zagreb    | 1er      |         |
| 2001 | Championnats du monde en salle | Lisbonne  | 5e       |         |
| 2001 | Jeux méditerranéens            | Radès     | 2e       |         |
| 2001 | Championnats du monde          | Edmonton  | 13e      | 19,80 m |

### National
- Championnats d'Italie d'athlétisme :
  - Plein air : 12 titres (1994/1996, 1998/2004, 2011-2012)[1]
  - Salle : 14 titres (1993/1994, 1996/2004, 2008/2009, 2012)[2]

## Records
| Épreuve         | Épreuve   | Performance | Lieu     | Date              |
| --------------- | --------- | ----------- | -------- | ----------------- |
| Lancer du poids | Plein air | 21,23 m     | Grosseto | 11 septembre 1996 |
| Lancer du poids | Salle     | 21,03 m     | Gênes    | 11 février 1997   |